# 188 Менипа
188 Менипа (188 Menippe) је астероид главног астероидног појаса са пречником од приближно 38,61 km.
Афел астероида је на удаљености од 3,250 астрономских јединица (АЈ) од Сунца, а перихел на 2,274 АЈ.
Ексцентрицитет орбите износи 0,176, инклинација (нагиб) орбите у односу на раван еклиптике 11,730 степени, а орбитални период износи 1677,371 дана (4,592 године).
Апсолутна магнитуда астероида је 9,22 а геометријски албедо 0,243.
Астероид је откривен 18. јуна 1878. године.